# Oscar Guayabero
Oscar Guayabero (Barcelona, 1968) és teòric del disseny. Comissari d'exposicions de Disseny. Assessor en disseny i comunicació per a empreses i institucions.
Actualment imparteix classes a les escoles: Esdesign Barcelona, IED Barcelona, Escola Massana, Barcelona School of Creativity, entre d'altres.

Llibres: 
- "Demà seguirem aquí i serem més" Coordinació editorial per al Museu del Disseny de Barcelona, 2024.
- "Neutopias. Nuevas utopias y diseño de futuros2. Editat per Capitalitat Mundial del Disseny València. (2022) 
- “El diseño del dia antes. Propuestas para antes del colapso (en escenarios poscovid) y cómo es posible evitarlo o, al menos, intentarlo”. Publicat per l'editorial Experimenta que aborda el disseny del futur. (2021) 
- “Retrat imperfecte de Curro Claret” dedicat a l'obra d'aquest dissenyador. (2017)
- “Encants de Barcelona. Memoria gràfica del Mercat de Bellcaire”, sobre els Encants (2020)
Treballs de comissariat: 
- 2024. Visions of Catalonia. Biennal d'artesania per a la Generalitat de Catalunya. Mostra internacional.
- 2023. Impressions d'Enzo Mari. Curadoria col·lectiva per a la Festa del Grafisme.
- 2021 Exposició ABCDario Mariscal al Centro de Arte Alcobendas.
- 2017 Exposició Next Bath Experience per a l'empresa Roca al Dhub (Disseny Hub Barcelona)
- 2017 Exposició "Una història compartida. La marca a través de la comunicació "per al centenari de la marca Roca. Exposada Paral·lelament a Barcelona, Madrid, Lisboa, Londres, Xangai i Beijing.
- 2016, 2017, 2018 Director de les Jornades anuals "Disseny per viure" celebrades al Museu del Disseny.
- 2015 "Disseny per viure". Treball de recerca que va acabar en format expositiu al Dhub i en format llibre. Durant els 3 mesos que va estar exposada van passar més de 32.000 visitants, obtenint, al mateix temps una gran repercussió en premsa.
- 2014 "Traç, el dibuix com a eina de coneixement". Exposició per Arts Santa Mònica i Cercle Sant Lluc explorant les capacitats del dibuix com a eina de treball, per entendre el món, per provar i experimentar, per recordar o per explicar als altres allò que volem.
- 2014 "Gràfica Canalla". Recorregut gràfic des del dadaisme al grunge rescatant l'esperit transgressor del disseny.
- 2013 Curadoria de l'exposició "Rambla postal", un recorregut visual i històric pel conegut passeig de Barcelona, per a la Fundació Amics de la Rambla.
- 2012 Curadoria de l'exposició "La Immaculada" dins el festival Blanc Festival del Disseny Gràfic de Catalunya, exposada a La Sala de Vilanova i la Geltrú
- 2011 Curadoria (al costat de Rocio Santa Creu) de l'exposició "Passant Pàgina. El llibre com a territori d'Art ", per a la Generalitat de Catalunya. Actualment a itinerància
- 2011. Curadoria de l'exposició "Quaderns d'acampada" per al Cercle Artístic Sant Lluc.
Responsable del Llibre Blanc del Carrer, per encàrrec de l'Ajuntament de Barcelona, un estudi sobre el mobiliari urbà, la senyalització, l'urbanisme, etc, de la ciutat de Barcelona. Professor en les escoles Eina i Elisava de Barcelona. Vicepresident del FAD a la Junta que presideix Juli Capella i comissari de l'Any del Disseny 2003.